# Штурм (футбольный клуб, Харьков)
«Штурм» — украинский и советский футбольный клуб из Харькова. Основан в 1911 году под названием «Цап-царап». В 1912 году зарегистрирован под названием "Спортивное общество «Штурм». Выступал в Харьковской футбольной лиге, чемпионате УССР (как основа сборной Харькова) и первенстве СССР (как основа сборной УССР). Восьмикратный чемпион Харькова.

## Хронология названий
- 1911—1912 — «Цап-царап»
- 1912—1925 — «Штурм»
- июл—авг.1925 — «Рабис-Штурм»
- 1925—1929 — «Рабис»

## История
Команда «Цап-царап» была основана в 1911 году модельщиком ХПЗ Константином Ворониным. Играли в основном на пустырях Петинского района. Свое довольно странное название клуб получил от англичан с завода «Гельферих-Саде», у которых члены нового коллектива воровали мячи.
В 1912 году команда заявилась в первенство Харькова среди команд третьего разряда (класса «В») городской футбольной лиги под названием «Штурм». Соперниками в дебютном матче стали все те же англичане из «Гельферих-Саде», которых футболисты «Штурма» довольно неожиданно обыграли. В 1913 году Председателем команды стал бухгалтер Яков Жуга.
В начале 20-х годов «Штурм» стал базовым клубом сборной Харькова, которая в течение 1921—1924, 1927 годов неизменно получала звание чемпиона УССР, а в 1924 году под флагом сборной УССР стала сильнейшей командой Советского Союза. Ведущими игроками клуба того времени были Николай Платов, Роман Норов, Николай Капустин, Николай Кротов, Иван Привалов, Иван Натаров, Николай Казаков, Яков Алферов, Валентин Левин, Иван Кладько и другие. В чемпионате города команде не было равных.
В 1922 году выиграв третий раз подряд чемпионский титул города Харькова.
Весной 1925 года «Штурм» был объединен путем слияния с профсоюзом «Рабочих искусства» («Рабис»). До июня того же года клуб продолжал выступления в первенстве Харькова под названием «Штурм», с июля — уже назывался «Рабис-Штурм», а с августа — «Рабис».
Команда выиграла первенства Харькова 1925, 1926 и 1927 годов, пока весной 1928 года не потеряла своих основных игроков, перешедших в харьковское «Динамо».
Рабис, бывший ранее грозой для остальных команд, в этом году, с уходом всей первой команды, значительно ослабел.
Этот момент стал отправной точкой упадка самобытной команды. Первенство Харькова 1929 клуб завершил на предпоследнем — 6 месте в Классе «А», а в следующем 1930 исчез с футбольной карты Украины.

## Достижение
Чемпион всеукраинской спартакиады1927
Чемпионат Харькова по футболу
- Чемпион (8): 1920, 1921, 1922, 1923, 1924, 1925, 1926, 1927

Вице-чемпион Харьковской пригородной футбольной лиги1915

## Ссылка
- Профиль на сайте FootballFacts.ru